# Ханака Средней Азии
Ханака Средней Азии (Среднеазиатские ханака) — странноприимные дома для суфиев в Средней Азии, где они могли жить, молиться и совершать мистические радения. Полагается, что поначалу, когда суфизм считался еретическим отклонением от ислама, ханако были скромными и малозаметными постройками, — в XI веке они воздвигались как монументальные здания с обширными залами, множеством жилых и хозяйственных помещений.
У ханако кроме главного назначения были ещё и некоторые другие: это были гостиницы, где кроме дервишей останавливались паломники и просто путники; временные резиденции для путешествующих правителей и их дворов; места, где философы и богословы читали лекции; если в ханако был похоронен основатель ордена, другой почитаемый член суфийского братства или просто известное светское лицо, обитель получала функции мазара — места поклонения и паломничества. Но прежде всего ханако оставались обителями суфиев-дервишей, устроенными соответственно ритуалами их жизни и мистических радений, с наставниками — пирами во главе.
Экономическая база существования ханако неясна: в отличие от медресе они, как будто, не имели приносящих доход вакфов и нуждались в пожертвованиях, тем более, что их ритуальное гостеприимство было или считалось бесплатным. А таких обитателей, дающих странникам кров и пищу, в пред-монгольской Средней Азии было, если верить Истахри, более десять тысяч.

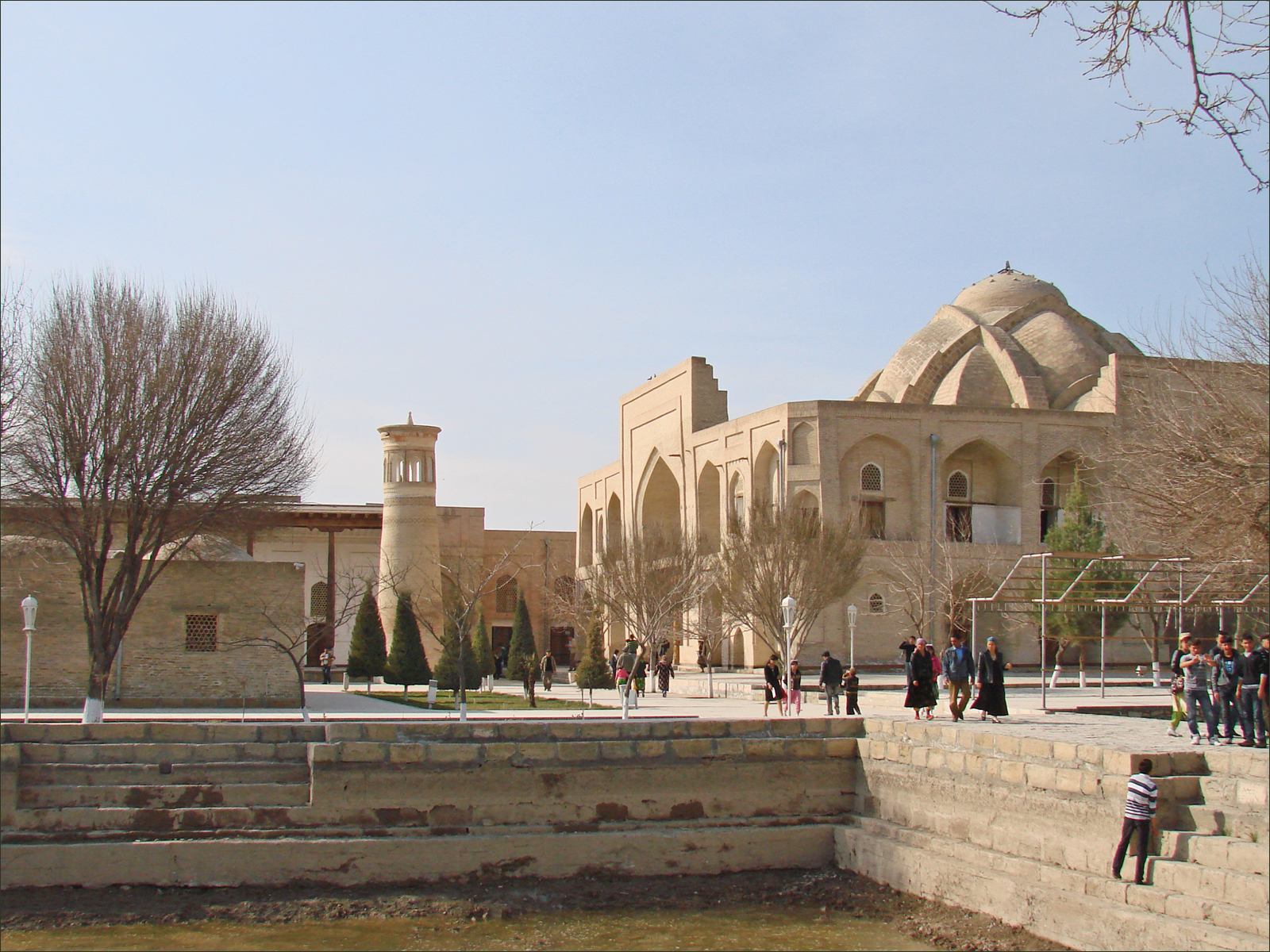
Ханако Абдулазиз-хана в ансамбле Бахауддина Накшбанда

Все среднеазиатские ханако — компактные здания с более или менее центрическим устройством, иногда равно-фасадные, чаще — с главным фасадом, который выделен более крупным порталом-пештаком. Ядро и обязательная главная часть ханако — большой купольный зал для дервишских радений, которые своим ритуальным экстазом и обрядностью отличались от обычных богослужений; иногда, если богослужения здесь предусматривались, зал оборудовался михрабом и получал дополнительные функции мечети. Обычно же такие залы оборудовались осевыми входами на всех четырёх сторонах.
По сторонам зала, в углах прямоугольного объёма ханако располагались, часто в два этажа, жилые кельи-худжры, хозяйственные и складские помещения; со временем эта функциональная часть дервишской обители иногда разрасталась за счёт обстройки двора вокруг главного здания, но если это происходило, то позже, и к изначальному архитектурному замыслу отношения не имело. В замысле же среднеазиатское ханако было компактным объёмом с куполом посредине, центрической организацией и жильём для дервишей и паломников в угловых пространствах. Эта схема, как всегда в Средней Азии, воплощалась по-разному, но с сохранением определяющих черт.